# تریستانیا
تریستانیا (به انگلیسی: Tristania) یک گروه گوتیک متال نروژی بود که در سال ۱۹۹۶ توسط مورتن ولند(Morten Veland) , آینار مُئون (Einar Moen) و کِنِت اولسون(Kenneth Olsson) شکل گرفت. موسیقی تریستانیا به دلیل پیوند قوی و میراث آن در تاریخ گوتیک متال معمولاً به عنوان گوتیک متالی که از سبک دث تأثیر گرفته‌است طبقه‌بندی می‌شود. آهنگ‌های آن‌ها عمدتاً به موضوعات تیره (مرگ، فاجعه، رنج و تراژدی) و احساساتی از جمله افسردگی، غم، خودکشی، عشق، فقدان و خشم می‌پردازد.

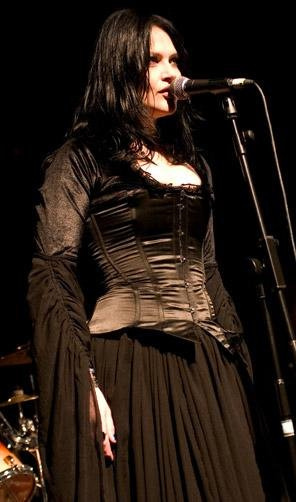
ویبک استنه در سن ۱۸ سالگی به تریستانیا پیوست و بیش از یک دهه خواننده سوپرانوی گروه بود.

گروه از سال ۲۰۱۶  تا اکتبر ۲۰۱۸ هیچ فعالیت شناخته شده‌ای نداشته است، آنها در اوایل سال ۲۰۱۹ اعلام کردند که در فستیوال ۷۰۰۰۰ تن متال (70000 Tons of Metal)اجرا خواهند کرد. و در سال ۲۰۲۲، اعلام کردند که گروه منحل شده‌است.

## تاریخه

### پیش‌زمینه

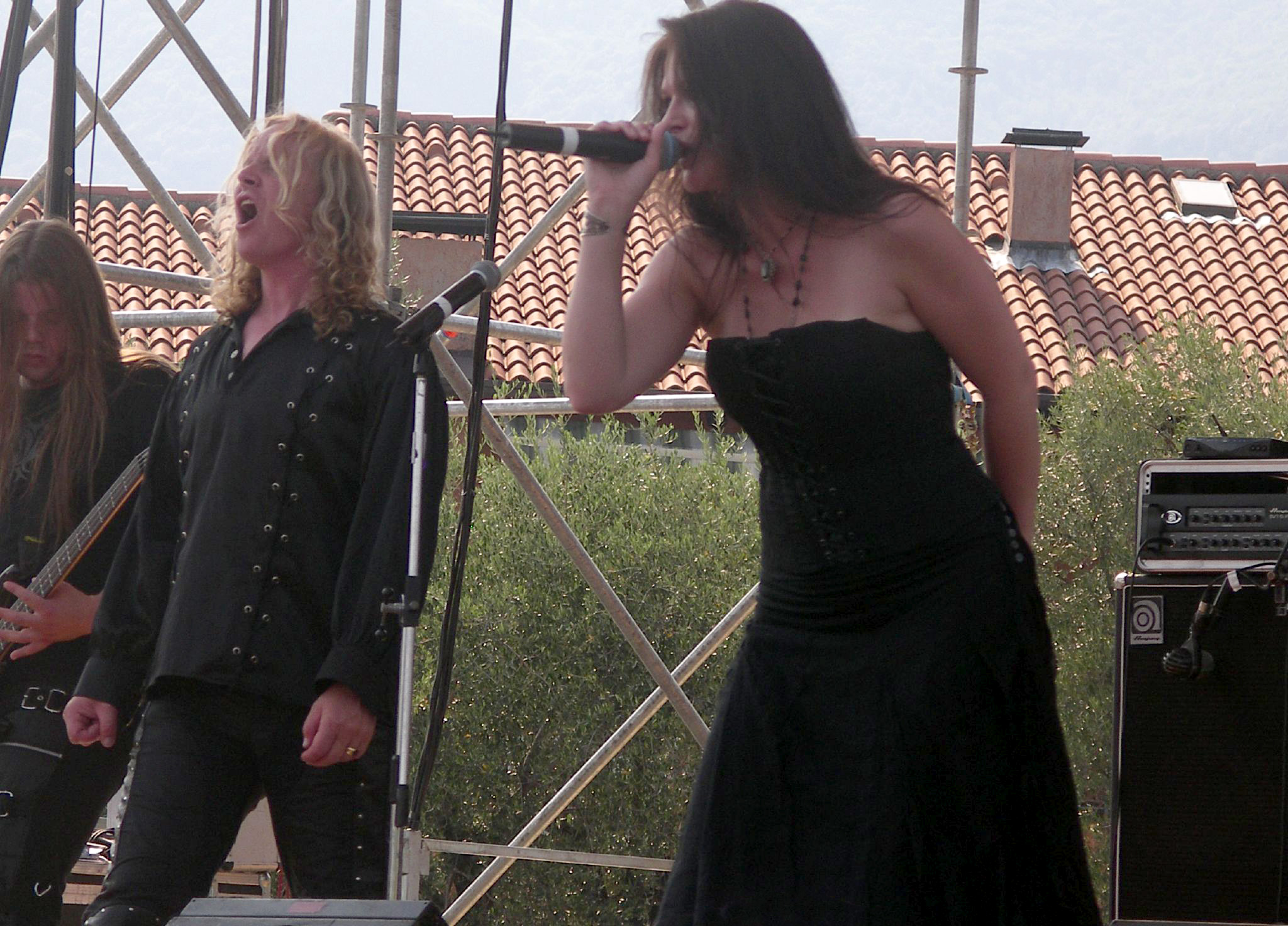
ویبکه استنه و استون برگِی در کنسرتی در فستیوال Evolution سال ۲۰۰۶

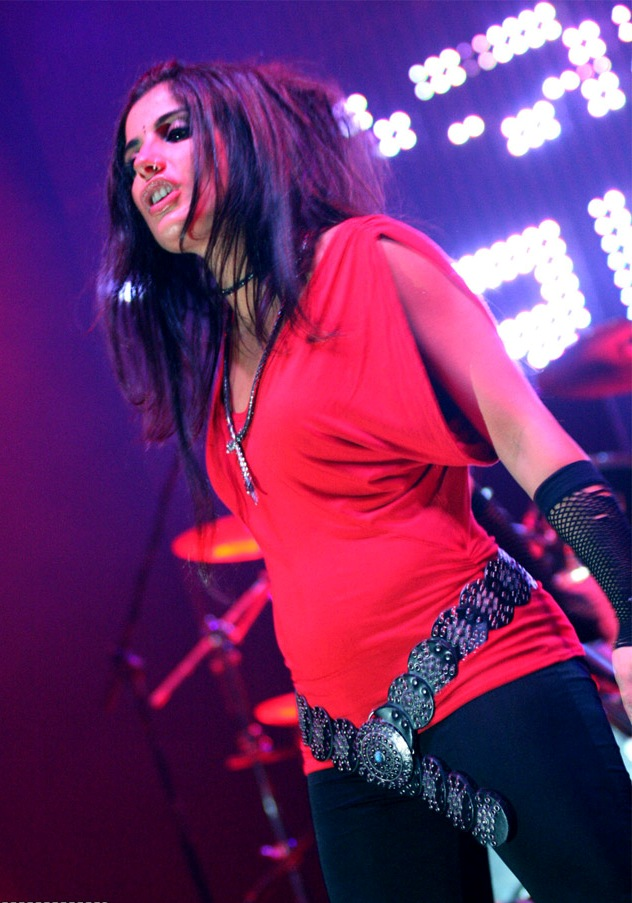
«ماریانجلا دمورتاس» خواننده ایتالیایی در سال ۲۰۰۷ به تریستانیا پیوست.

در سال ۱۹۹۲ مورتن ولند و کنت اولسون گروه Uzi Suicide را تشکیل دادند. از آنجایی که ولند بیشتر به صحنه‌های گوتیک بریتانیا علاقه‌مند می‌شد، رفته رفته ترانه‌سرایی او احساس تیره تری پیدا می‌کرد. قطعاتی از گروه بعداً به تریستانیا تبدیل شد.
تریستانیا در استاوانگر نروژ توسط آینار مُئون (کیبورد)، مورتن ولند (خواننده/گیتار) و کِنِت اولسون (درامز) در سال ۱۹۹۶ تأسیس شد. چند هفته بعد آندِش هِیویک هیدلِه (Anders Høyvik Hidle) (گیتار/خواننده) و رونه اُستِروس (Rune Østerhus) (گیتار بیس) به گروه پیوستند. ویبِکه استِنه (Vibeke Stene) در ابتدا به عنوان یک خواننده مهمان برای ضبط دمو در سال ۱۹۹۷ استخدام شد، اما او بعداً به عنوان یک عضو ثابت به آنها پیوست. طبق گفته استنه، او تا زمانی که مصاحبه ای را پس از انتشار آلبوم "Widow's Weeds" خواند، نمی‌دانست که عضو ثابت گروه است. در مه سال ۱۹۹۷، گروه برای اولین بار وارد استودیو شده و آلبوم دموی خود را ضبط کرد. در طول تابستان ۱۹۹۷، ناشران مختلف به این دمو علاقه نشان دادند. تریستانیا با ناپالم رکوردز قرارداد امضا کرد و آلبوم چندآهنگه تریستانیا را منتشر کرد.
اولین آلبوم کامل تریستانیا، Widow's Weeds، در پایان سال ۱۹۹۷ ضبط شد و اوایل سال ۱۹۹۸ منتشر شد. دو نوازنده مهمان که در این آلبوم نقش داشتند و بعداً نقش‌های برجسته تری را در آلبوم‌های تریستانیا دریافت کردند خواننده اِستِن برگِی (Østen Bergøy) (که بعدها عضو ثابت گروه شد) و نوازنده ویلن پیت یوهانسن (Pete Johansen)بودند. تریستانیا اولین نمایش خود را در خارج از نروژ به عنوان حمایت از لاکریموزا در بلژیک و در جشنواره Mind over Matter در اتریش در اوت ۱۹۹۸ انجام داد. بعداً در همان سال تریستانیا به همراه سولفالد(Solefald) و هاگارد به اولین تور اروپایی خود رفت.

## دیسکوگرافی

### آلبوم‌های استودیویی
- Widow's Weeds (1998)
- Beyond the Veil (1999)
- World of Glass (2001)
- Ashes (2005)
- Illumination (2007)
- Rubicon (2010)
- Darkest White (2013)

## اعضای گروه

### آخرین ترکیب شناخته شده
- آینار مُئون (Einar Moen) – کیبرد، پروگرمینگ (1996–2022)
- آندِش هِیویک هیدلِه (Anders Høyvik Hidle) – گیتار لید (1996–2022)، آواز هارش (2006–2022)
- ماریانجلا دمورتاس (Mariangela Demurtas) – خواننده (2007–2022)
- Ole Vistnes – گیتاربیس، همخوان (2009–2022، عضو تور 2008–2009)
- Gyri Smørdal Losnegaard – گیتار ریتم (2009–2022)
- Tarald Lie Jr. – درام (2010–2022، عضو تور 2005–2010)
- Kjetil Nordhus – آواز، گیتار آکوستیک (2010–2022، عضو تور 2009–2010)

### اعضای سابق
- مورتن ولند (Morten Veland) – آواز هارش، گیتار ریتم (1996–2000)
- رونه اُستِروس (Rune Østerhus) – گیتاربیس (1996–2009)
- کِنِت اولسون (Kenneth Olsson) – درام، همخوان (1996-2010)
- ویبِکه استِنه (Vibeke Stene) – خواننده (مؤنث) (1997-2007)
- Kjetil Ingebrethsen – آواز هارش، گیتار آکوستیک (2001–2005)
- اِستِن برگِی (Østen Bergøy) - آواز (2001-2010، عضو جلسه 1998-2001)
- Svein Terje Solvang – گیتار ریتم،  آواز هارش (2005–2008، عضو تور 2004–2005)

#### اعضای تور
- Kjell Rune Hagen – گیتار بیس (2005–2008)
- Jonathan A. Perez – درام (2005–2006، 2010)
- پیت یوهانسن (Pete Johansen) – ویولن (2010–2011)

جدول عضویت اعضای گروه با توجه به زمان: